# Conflans-sur-Loing
Conflans-sur-Loing är en kommun i departementet Loiret i regionen Centre-Val de Loire strax norr Frankrikes mitt. Kommunen ligger i kantonen Amilly som tillhör arrondissementet Montargis. År 2022 hade Conflans-sur-Loing 362 invånare.

## Befolkningsutveckling
Antalet invånare i kommunen Conflans-sur-Loing
| Referens: INSEE |